# Сила Сибири
«Сила Сибири» — российский магистральный газопровод для поставок газа из Якутии в Приморский край и страны Азиатско-Тихоокеанского региона. Совместный проект «Газпрома» и CNPC (Китай). Открытие состоялось 2 декабря 2019 года.
Протяжённость — 2159 км, диаметр трубы — 1420 мм, рабочее давление — 9,8 МПа, экспортная мощность — 38 млрд м³ газа в год.
В 2021 году «Газпром» поставил в КНР по этой магистрали 10,39 млрд м³. По плану поставка в 2022 году должна составить 15 млрд м³ (фактически поставлено 15,5 млрд м³), в 2023 году — 22 млрд м³ (фактически 22,7 млрд м³). Выход газопровода на проектную мощность в 38 млрд м³ ожидается в 2025 году.
Стоимость строительства изначально оценивалась в 800 млрд руб., однако позднее была пересмотрена до 1,1 трлн руб.
21 декабря 2022 г. введен в эксплуатацию второй участок МГ «Сила Сибири» — от Ковыктинского газоконденсатного месторождения (Иркутская область) до Чаяндинского нефтегазоконденсатного месторождения (Республика Саха-Якутия). После этого газопровод «Сила Сибири» введен в эксплуатацию на всей протяженности (более 3000 км).

## Описание проекта
Газопровод от Чаяндинского месторождения до Владивостока протяжённостью почти 4000 км.
Частично трубопровод будет проходить внутри интегрированного коридора вместе со второй частью нефтепровода «Восточная Сибирь — Тихий океан». Вместе эти трубопроводы будут наполнять проектируемую станцию по производству сжиженного природного газа, которая будет производить СПГ для экспорта в Японию и поставлять сырьё для проектируемого нефтехимического комплекса в Приморском крае.
Также газопровод планируется соединить в 2023 году с Ковыктинским месторождением.
Стоимость строительства изначально оценивалась в 800 млрд руб., однако в 2018 году была пересмотрена до 1,1 трлн руб. Общая стоимость связанных с газопроводом инфраструктурных проектов (в частности обустройство месторождений, строительство газоперерабатывающего завода) оценивается от 55 млрд до 70 млрд $.
Планируется, что в 2020 году в Китай будет поставлено минимум 5 млрд м³ газа, в 2021 году — 10 млрд, в 2022 году — 15 млрд м³, с выходом на проектную мощность в 2025 году. Объём поставок российского газа по «Силе Сибири» с начала его запуска до декабря 2020 года составил почти 3,8 млрд м³.
В декабре 2019 года «Газпром» поставил в Китай по газопроводу «Сила Сибири» 328 млн м³ газа.
На 27 мая 2020 года объём поставок российского газа в Китай по газопроводу «Сила Сибири» превысил первый 1 млрд кубических метров, сообщает Федеральная таможенная служба (ФТС) России.
Минэнерго запланировало допуск «Роснефти» к «Силе Сибири» с 2020 года. «Газпром» с января по август 2020 года поставил в Китай по трубопроводу «Сила Сибири» 2,3 млрд м³ газа.
В 2021 году «Газпром» планирует поставить в Китай до 10 млрд м³, в 2022 году — до 15 млрд м³. Проектной мощности в 38 млрд м³ компания намерена достичь к 2025 году. Обсуждается также увеличение поставок до 44 млрд м³/год.
«Газпром» в 1 полугодии 2021 года поставил в Китай по магистральному газопроводу «Сила Сибири» 4,619 млрд м³ природного газа, следует из отчётности компании по РСБУ.

## История
10 ноября 1997 года Борис Ельцин и Цзян Цзэминь подписали меморандум о строительстве 3000-километрового газопровода от Ковыктинского месторождения до Шанхая, общей стоимостью до 3,6 млрд $.
В июле 2002 года российское правительство издало распоряжение, возложившее роль координатора переговоров по экспорту российского газа в Восточную Азию на компанию «Газпром». «Газпром» предлагал различные варианты организации экспорта российского газа в Китай: опережающая поставка газа с Чаяндинского месторождения в Якутии, строительство «обводного» газопровода через Северную Корею и Южную. Однако они оказались нежизнеспособными.
В проекте 2006 года не учитывались крупные нефтегазовые месторождения юго-запада Якутии — Среднеботуобинское, Таас-Юряхское, Верхневилючанское, а освоение крупнейшего Чаяндинского месторождения планировалось не ранее 2030 года. В письме правительства Якутии говорилось, «что основной разработчик программы — ОАО „Газпром“ — целенаправленно принижает роль сырьевой базы, созданной в республике».
В октябре 2012 года президент Владимир Путин поручил «Газпрому» проработать проект газопровода, который получил рабочее название «Якутия — Хабаровск — Владивосток».
Газпром провёл конкурс на название газопровода и 27 декабря 2012 года В. Путин на заседании Госсовета сообщил победившее в конкурсе название — «Сила Сибири».
В мае 2014 года проекту был дан новый импульс в связи с подписанием 30-летнего контракта на поставку газа в Китай между Газпромом и CNPC. Согласно контракту, в год должно поставляться 38 млрд м³.
Общая сумма контракта составляет 400 млрд $. При этом «Газпром» должен был получить от CNPC предоплату за газ в сумме 25 млрд $, которую предполагалось использовать для строительства газопровода «Сила Сибири». Однако в дальнейшем «Газпром» отказался от предоплаты, чтобы не снижать цену на газ, планируемый к поставке по трубопроводу.
Планировалось, что разработка Чаяндинского месторождения начнётся в 2015 году[уточнить], а добыча газа — в 2018 году, поэтому к концу 2017 года планировалось открыть первый участок ГТС «Сила Сибири» до Благовещенска.
Осенью 2014 года «Газпром» опроверг появившееся ранее сообщение о том, что сроки запуска газопровода «Сила Сибири», по которому газ будет поступать из России в Китай, будут сдвинуты на два года. «При падающей экономике, при формуле на газ, привязанной к цене нефти, мы должны найти внутренние резервы для сохранения экономических параметров проекта», — цитировал в ноябре «Интерфакс» слова замминистра по развитию Дальнего Востока Олега Скуфинского. До 1 марта 2015 года правительство должно подготовить комплексный план строительства трубы, для проекта будут законодательные упрощения и льготы.
Со стороны КНР 29 июня 2015 года началось строительство приёмной части газопровода в приграничном городе Хэйхэ. Работы по строительству трубопровода до Шанхая планировалось завершить в 2018 году.
В декабре 2015 года со «Стройгазмонтажем» заключены пять контрактов по строительству объектов газопровода. Срок исполнения двух первых контрактов — с 1 января 2016 года по 31 июля 2018 года. Работы по третьему контракту подрядчик должен начать в апреле 2016 года, по четвёртому — в мае, по пятому — в июне, а завершить по всем трём — также 31 июля 2018 года. В сентябре 2016 года «Газпром» и CNPC подписали EPC-контракт на строительство подводного перехода трансграничного участка «Силы Сибири» под рекой Амур.
На 29 декабря 2016 года «Газпром» построил 445 км газопровода.
К февралю 2018 года построено 1480 км российского участка газопровода.
На начало марта 2018 года построено 1580 км газопровода. По состоянию на 21 марта 2018 года построено 1629,3 км линейной части газопровода или 75,5 % участка от Чаяндинского месторождения до Благовещенска. По состоянию на 17 мая 2018 года построен 1791 км или 83 % линейной части участка газопровода от Чаяндинского месторождения до границы с Китаем в Амурской области.
8 июня 2018 года Газпром сообщил о готовности линейной части участка газопровода «Сила Сибири» от Чаяндинского месторождения до границы с Китаем на 84,4 % (более 1820 км). Также компания отметила успешное завершение бурения второго тоннеля под рекой Амур на границе с Китаем. Тоннель является резервной ниткой, по которой газ будут экспортировать в КНР.
По состоянию на 19 марта 2019 года на газопроводе «Сила Сибири» завершён основной объём строительства участка от Якутии до российско-китайской границы, идут строительно-монтажные работы на приграничной компрессорной станции «Атаманская».
23 июля 2019 года российский и китайский участки газопровода «Сила Сибири» состыковали на границе двух стран.
В конце августа 2019 года начались работы по вытеснению азота и наполнению полости газопровода «Сила Сибири» природным газом.
2 декабря 2019 года состоялся официальный ввод газопровода в эксплуатацию, в ходе телемоста с участием президента РФ Владимира Путина и председателя КНР Си Цзиньпина.
По информации агентства «Интерфакс», в первом полугодии 2022 года прокачка газа по трубопроводу выросла на 63,4 % и составила 7,5 млрд м³.
7 декабря «Газпром» сообщил о рекордных суточных поставках российского газа в КНР по трубопроводу «Сила Сибири». Увеличить объёмы попросила китайская компания CNPC. Превышение нормы составило более 16 %. Ранее стало известно, что китайская сторона достроила свой участок «Силы Сибири» до Шанхая.
6 сентября 2023 года вице-премьер Александр Новак заявил в публикации, что Россия завершает разработку маршрута трубопровода «Сила Сибири-2», проходящего через Монголию, и о намерении увеличить поставки трубопроводного газа в Китай через него на 50 млрд м³/год.

### Подрядчики
Основным претендентом на крупные подряды по «Силе Сибири», по мнению директора Small Letters Виталия Крюкова, остаётся «Стройгазмонтаж» (СГМ). «Стройтрансгаз» в сентябре[когда?] уже получил без конкурса подряд стоимостью 18,5 млрд руб. на строительство подъездной дороги к Чаянде. В то же время «Газпром» оказался в двоякой ситуации, указывает Крюков: «Несколько крупных подрядов разыгрывать рискованно, а много мелких грозят потерей контроля над их реализацией». Ещё в конце 2013 года директор департамента корпоративных затрат «Газпрома» Михаил Сироткин в письме (есть у «Ведомостей») председателю правления Алексею Миллеру указывал, что только ограниченное число подрядчиков позволит сокращать затраты в условиях жёстких бюджетных ограничений и не срывать работы. Мелкие подрядчики на тендерах обычно демпингуют, чтобы затем, если выиграют, увеличить цену работ, писал Сироткин. В нынешней ситуации важно соблюсти баланс: количество подрядчиков придётся увеличить, но в пределах разумного, говорит один из партнёров «Газпрома».
С августа 2014 года на выполнение строительных и проектных работ на газопроводе «Сила Сибири» было привлечено более 25 подрядчиков. Общая сумма объявленных тендеров составила больше 184 млрд рублей. Заказчиком по тендерам выступили компании группы «Газпром», а также АО «Сахатранснефтегаз».
Одновременно для сокращения затрат «Газпром» в августе привлёк к строительству трубы восемь собственных газотранспортных «дочек», сообщал корпоративный журнал концерна. В сентябре компания договорилась с трубниками о 10 % скидке на трубы в обмен на предоплату.
В начале 2015 года «Газпром» решил поменять схему работы с подрядчиками при строительстве газопровода и разбить проект на много мелких лотов, отказавшись привлекать генподрядчика.
В марте 2015 года первый участок «Силы Сибири» Чаянда — Ленск протяжённостью 208 км без конкурса отдан «Стройтрансгазу» (принадлежит Геннадию Тимченко). Сумма контракта по нему не раскрывалась.
В декабре «Газпром» без конкурса выбрал «Стройгазмонтаж» (100 % принадлежит Аркадию Ротенбергу) единственным подрядчиком по строительству объектов газопровода на сумму 197,7 млрд руб. (пять контрактов: стоимостью 44,5 млрд руб., 47,8 млрд руб., 46,6 млрд руб., 35 млрд руб. и 23,8 млрд руб. соответственно).
В конце ноября «Газпром» объявил и крупнейший в своей истории тендер на строительство — одним лотом будут разыграны 822,1 км «Силы Сибири». На конкурс были выставлены сразу четыре участка газопровода стоимостью 155,9 млрд руб.; выбор подрядчика назначен на 30 декабря.
В январе 2017 года газета «Ведомости» сообщила, что контракт «Газпрома» со «Стройгазмонтажом» на строительство половины линейной части газопровода подорожали на 25,6 %, или 50,6 млрд руб. Причина изменения суммы — «установление твёрдой цены», отмечается в материалах системы госзакупок.

## Амурский ГПЗ
Газопровод также пройдёт по территории Амурской области, где в 14 км от города Свободный в октябре 2015 года начато строительство Амурского газоперерабатывающего завода (ГПЗ), крупнейшего в России и одного из самых больших в мире. Завод будет извлекать из природного газа объёмом до 42 млрд м³/год следующие фракции:
- гелия — до 60 млн м³ в год,
- этана — около 2,5 млн тонн в год,
- пропана — около 1 млн тонн в год,
- бутана — около 500 тыс. тонн в год,
- пентан-гексан — около 200 тыс. тонн в год.

## Критика проекта
Хотя Владимир Путин назвал «Силу Сибири» новой «Сделкой века», проект подвергался критике.

### Рентабельность

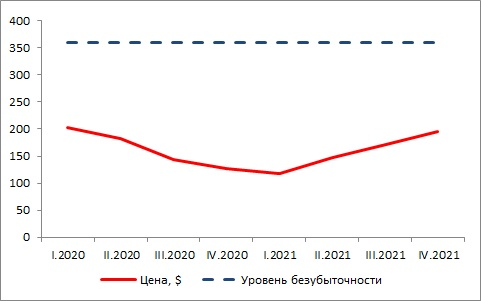
Цена за 1 тыс. куб. метров газа, поставляемого по трубопроводу «Сила Сибири»

По мнению некоторых экспертов, «рекордный по сумме и объёму газовый контракт Газпрома с CNPC заключён на выгодных для Китая условиях, а для российской компании может оказаться минимально рентабельным». «Без аванса [китайской стороны] цена строительства может возрасти и газопровод не окупится при сохранении существующей 30 % таможенной пошлины». Также утверждается, что «„Сила Сибири“ окупится, лишь если цена газа на границе с Китаем составит 360—400 $ за 1 тыс. м³ — это вдвое выше средней цены экспорта „Газпрома“ в Европу за первые девять месяцев 2017 года». При этом, по утверждению Михаила Крутихина, газопровод окупится не ранее 2048 года.
В 2018 году в майском отчёте Sberbank CIB о российских нефтегазовых компаниях аналитики Александр Фэк и Анна Котельникова пришли к выводу, что «Газпром» потеряет на строительстве «Силы Сибири» 11 млрд $. В отчёте говорится, что альтернативный проект газопровода «Алтай» обошёлся бы в пять раз дешевле, чем «Сила Сибири». Выбор в пользу более дорогого варианта авторы отчёта объясняют интересами основных подрядчиков «Газпрома» по строительству экспортных газопроводов «Стройгазмонтаж» Аркадия Ротенберга и «Стройтранснефтегаз» (около 50 % принадлежит Геннадию Тимченко и его семье), которые «почти поровну» разделили основные контракты о строительству газопровода. После появления данного отчёта из компании были уволены Александр Фэк и начальник аналитического подразделения Александр Кудрин.
Из плюсов проекта отмечается диверсификация рынков сбыта и снижение зависимости от Европы как основного покупателя российского газа.
В 2014 году глава фирмы «Газпром экспорт» Александр Медведев заявил, что по контракту цена за 1 тыс. м³ для Китая «заметно превысит» 350 $. Замглавы Фонда национальной энергетической безопасности Алексей Гривач предполагал, что цена будет в диапазоне 380—390 $, Дмитрий Лукашов из «ВТБ Капитала» — что она составит 395 $.
Директор энергетического центра бизнес-школы «Сколково» Григорий Выгон считал, что при цене ниже 450 $ за 1 тыс. м³ рентабельность проекта может оказаться отрицательной. По мнению Татьяны Митровой из Института энергетических исследований РАН, безубыточным проект будет при цене выше 350—360 $ за 1 тыс. м³. По информации газеты «Ведомости», ссылающейся на источник в «Газпроме», безубыточным для компании проект будет при цене 360—400 $ за 1 тыс. м³.
Однако, по данным Генеральной администрации по таможне Китайской Народной Республики, средняя цена за 1 тыс. м³ по поставкам из России в I квартале 2020 года составила 202 $, во II квартале — 182 $, III квартале — 144 $, в IV квартале — 126 $, в I квартале 2021 года — 118,5 $. При этом в начале 2021 Китай покупал трубопроводный газ у Мьянмы по цене 352 $ за 1 тыс. м³, у Туркмении — по цене 187 $, у Казахстана — по цене 162 $, у Узбекистана — по цене 151 $, азиатский спотовый индекс цены газа Platts JKM составлял 587 $ за 1 тыс. м³, а сам «Газпром» поставлял газ в Европу по средней цене 287 $ за 1 тыс. м³.
В 2021 Китай получил рекордный объём газа по цене 196 $, в то время как в остальном мире цена на газ превысила 1000 $. Бывший зампред «Газпрома» Александр Медведев советовал не интересоваться ценой поставок российского энергоресурса в Китай: «Теперь каждая домохозяйка хочет знать цену газа, но это неуместно».

### Экология
15 февраля 2011 года появились сообщения о том, что эвенки Тянского наслега Якутии направили письмо президенту России с просьбой пересмотреть планируемый маршрут газопровода, чтобы избежать отрицательного влияния на традиционный уклад жизни местных эвенков:

В этом случае больше всего пострадаем мы — эвенки, одни из коренных малочисленных народов Севера, испокон веков проживающие на данных территориях, по которым может пройти газопровод. Конечно, мы не против прогресса, развития экономики, но при этом мы оказываемся пострадавшей стороной: у нас изымаются оленьи пастбища, охотничьи угодья, загрязняются реки и уходит рыба, то есть наш традиционный уклад жизни — оленеводство, охотпромысел, рыболовство оказываются под ударом.

31 мая 2011 года на сайте Республики Саха было опубликовано сообщение о том, что маршрут газопровода пересмотрен и пройдёт вдоль нефтепровода ВСТ